# Devalerche

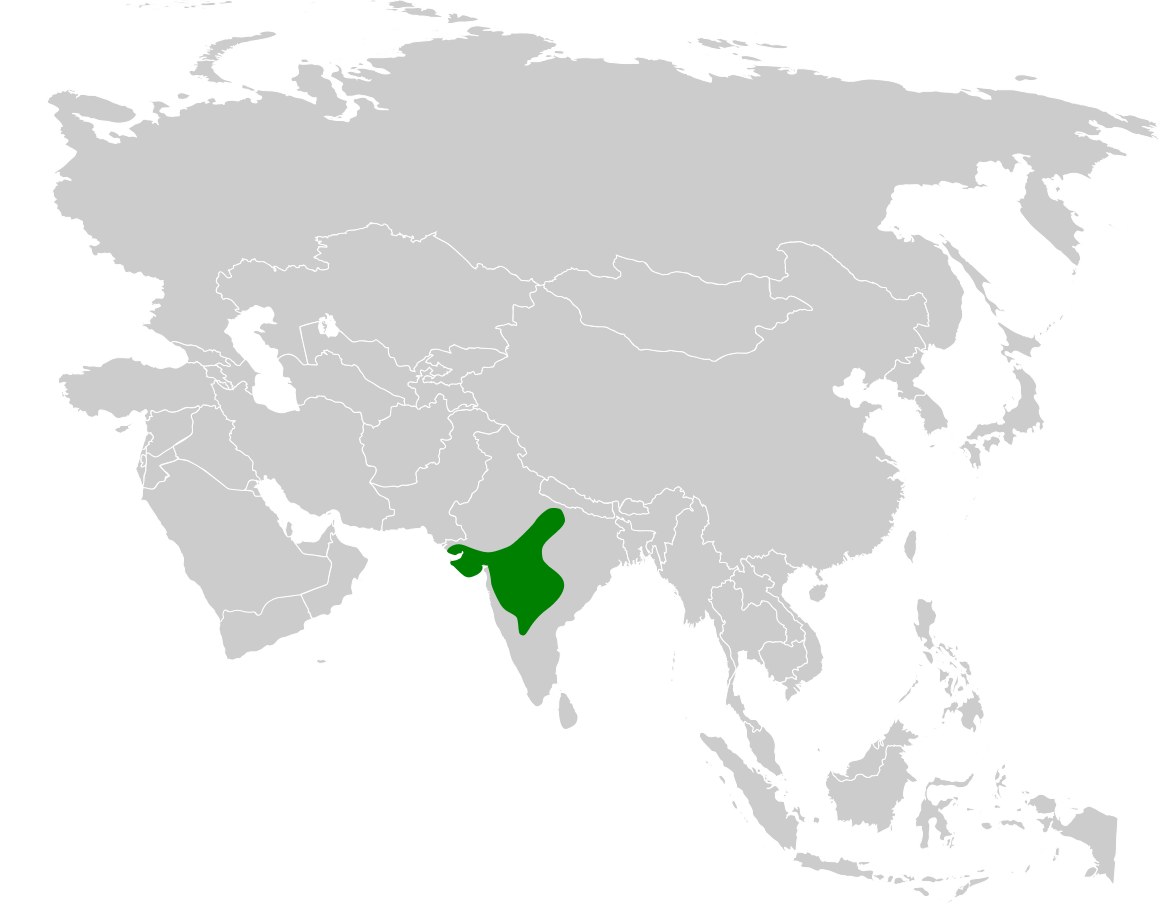
Verbreitungsgebiet der Devalerche

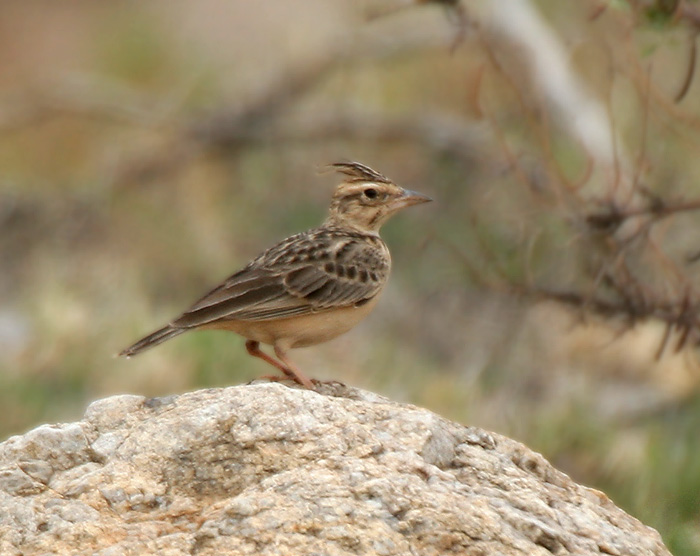
Devalerche, Hyderabad

Die Devalerche (Galerida deva) ist eine Art aus der Familie der Lerchen. Ihr Verbreitungsgebiet liegt in Südostasien. Sie ist die kleinste Art der Gattung Galerida, die auf dem indischen Halbkontinent vorkommt.
Die Bestandssituation der Devalerche wird von der IUCN mit ungefährdet (least concern) eingestuft.

## Merkmale
Die kaum sperlingsgroße Devalerche ist deutlich kleiner als eine Haubenlerche und erinnert in ihrem Habitus an eine Heidelerche.
Die Devalerche erreicht eine Körperlänge von etwa 13 bis 14 Zentimetern, wovon 4,6 bis 5 Zentimeter auf den Schwanz entfallen. Die Schnabellänge beträgt vom Schädel aus gemessen 1,3 bis 1,5 Zentimeter. Es besteht kein auffallender Geschlechtsdimorphismus.
Die Devalerche hat eine gelbbräunliche Körperoberseite mit einer kräftigen schwärzlichen Strichelung. Sandfarbene oder graubraune Töne fehlen bei ihr im Gefieder. Die Oberschwanzdecken sind einheitlich rötlich-braun und damit auffällig gegen das Rückengefieder abgesetzt. Die Brust ist hell rötlichbraun und kräftig gesprenkelt. Die sechste (äußerste) Steuerfeder ist hell rötlich. Der Oberschnabel ist hornbraun, der Unterschnabel etwas heller. Die Füße sind fleischfarben, die Iris ist haselnussbraun.

## Verwechselungsmöglichkeiten
Im Verbreitungsgebiet der Devalerche kommen sowohl eine Unterart der Haubenlerche, die Malabarlerche und die Orientfeldlerche als auch die Jerdonlerche vor. Von allen drei Arten unterscheidet sich die Devalerche durch ihre geringe Körpergröße.
Im Vergleich zu der Malabarlerche ist die Brust weniger intensiv gestrichelt und die Körperunterseite ist dunkler. Von der Kleinen Feldlerche, die zur Gattung Alauda gehört, unterscheidet sich die Devalerche vor allem durch das Vorhandensein einer Haube. Auch die Orientfeldlerche hat eine intensiver gestrichelte Brust.

## Verbreitungsgebiet und Lebensraum
Die Devalerche kommt im Nordosten des indischen Halbkontinents vor. Sie ist in ihrem Verbreitungsgebiet ein Standvogel mit kleinen saisonbedingten Wanderbewegungen.
Ihr Lebensraum sind steinige und mit wenigen Büschen schütter bestandene wüstenartige Hügel und Ebenen. Sie kommt auch auf trockenem Kulturland vor, das nur wenig Vegetation aufweist. Ihre Höhenverbreitung reicht bis 1000 Meter.

## Lebensweise
Die Devalerche ernährt sich von den Samen von Gräsern und Kräutern sowie von Arthropoden. Sie gehört zu den Lerchenarten, die mit ihrem Gesang die Stimmen zahlreicher anderer Vogelarten imitieren.
Wie alle Lerchen ist auch die Devalerche ein Bodenbrüter. Die Brutzeit fällt in den Zeitraum von März bis September. Sie baut ein typisches napfförmiges Lerchennest. Das Gelege besteht aus zwei bis drei Eiern. Nur in Ausnahmefällen umfasst es auch vier Eier.

## Einzelbelege
1. ↑  Pätzold: Kompendium der Lerchen. S. 330.
2. ↑  Pätzold: Kompendium der Lerchen. S. 331.